# Aneirin (cráter)
Aneirin es un cráter de impacto de 467 km de diámetro del planeta Mercurio. Debe su nombre al poeta galés  Aneirin (S. VI), y su nombre fue aprobado por la  Unión Astronómica Internacional en 2014.